# Cercopithecus lomamiensis
Il lesula (Cercopithecus lomamiensis Hart et al., 2012) è un primate della famiglia Cercopithecidae, diffuso nella Repubblica Democratica del Congo.

L'epiteto specifico fa riferimento al fiume Lomami, affluente del fiume Congo in prossimità del quale si estende l'areale della specie.
Segnalata per la prima volta nel 2007, la specie è stata formalmente descritta nel 2012. Il lesula è la seconda specie di scimmia africana scoperta dal 1984.

## Descrizione

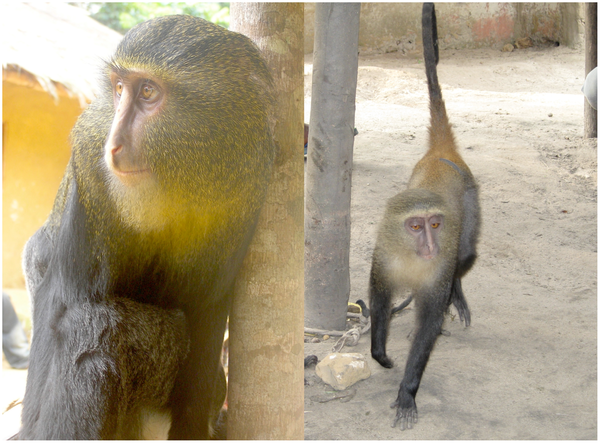

È un primate di media taglia, dal corpo snello e longilineo, che misura 47–65 cm senza la coda, con un peso di 4–7 kg. Le femmine sono significativamente più piccole dei maschi.
 
La pelle del viso e delle orecchie è glabra, di colore dal grigio chiaro al marrone rosato. La gola e la parte superiore della pelliccia ventrale sono giallastre mentre l'addome, le spalle e gli arti superiori sono neri. Il dorso è percorso da striature dall'ambra al nero. La parte prossimale della coscia è ricoperta da peluria grigio-argentea, mentre il resto degli arti inferiori è di colore nero. La coda è di colore ambra nella parte prossimale, degradando verso il nero sulla punta.

## Distribuzione e habitat

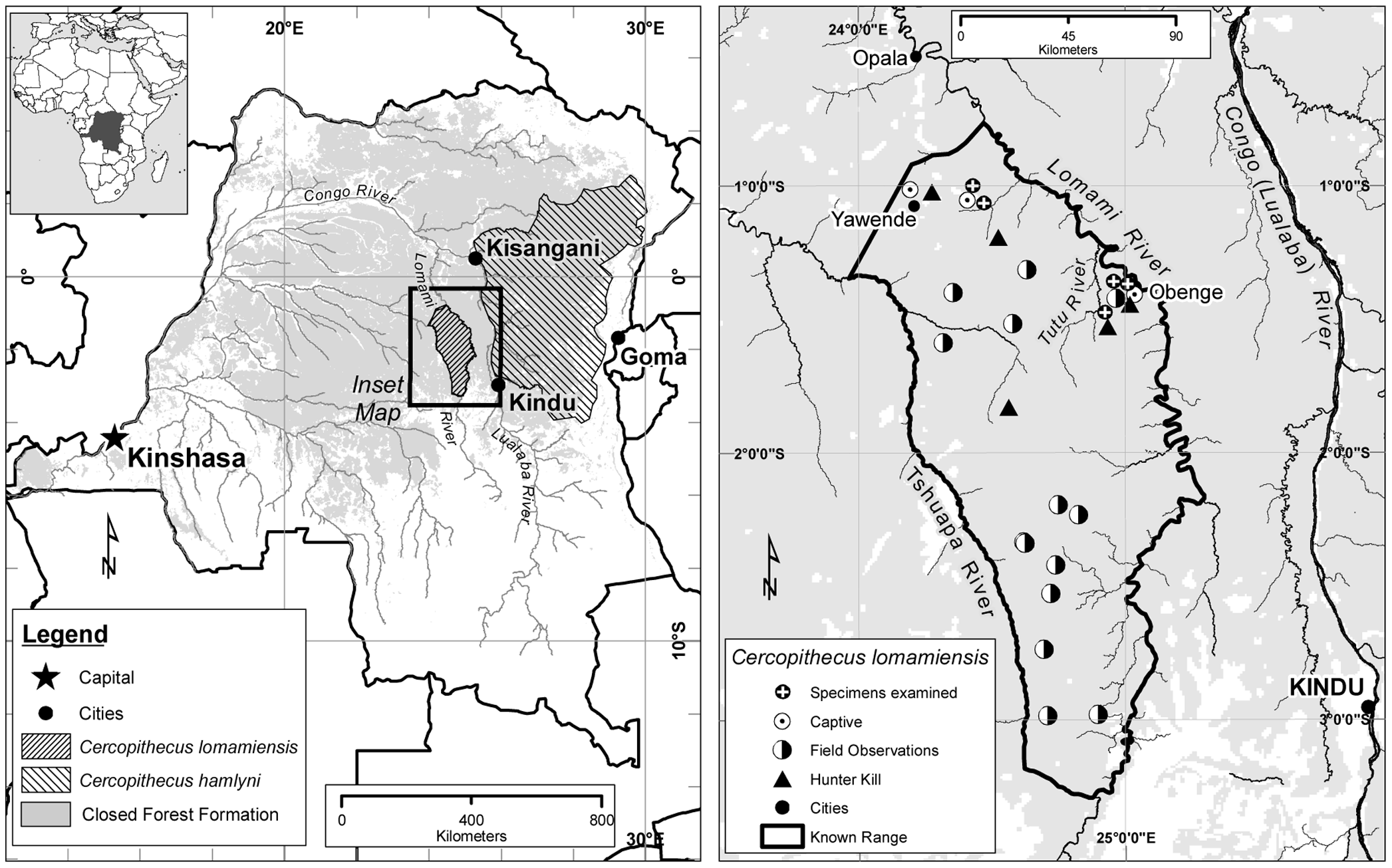

L'areale di C. lomamiensis è limitato ad un'area di circa 17.000 km² nella parte orientale della Repubblica Democratica del Congo, delimitata ad est dal fiume Lomami e a ovest dal fiume Tshuapa. Il limite meridionale dell'areale è circa 3° 30′ S, mentre il limite settentrionale non è ancora perfettamente noto, ma non esistono segnalazioni al di sopra di 1° S.
Il suo habitat è la foresta tropicale sempreverde, ad altitudini comprese tra 400 e 715 m.

## Biologia
È una specie arboricola, dal comportamento schivo, che spesso scende sul terreno per nutrirsi. Occasionalmente è stato osservato in aggregazioni con altri primati (Cercopithecus mona, Cercopithecus ascanius, Piliocolobus badius).

### Vocalizzazioni
L'unica vocalizzazione nota di C. lomamiensis è un suono cupo, descritto come boom, che viene emesso dai maschi prevalentemente al sorgere del sole, raramente in altri momenti della giornata. I boom vengono emessi in sequenze di 2-3 e spesso attivano risposte da parte degli esemplari vicini, dando vita ad una sorta di coro.
L'analisi spettrale delle frequenze consente di distinguere nettamente tale richiamo da quello delle altre specie di Cercopithecus, in particolare da quello del cercopiteco di Hamlyn (C. hamlyni), che vive in un territorio contiguo.

### Alimentazione
Si nutre di foglie, frutti e germogli.